# Rödhuvad sultanspett
Rödhuvad sultanspett (Chrysocolaptes erythrocephalus) är en starkt utrotningshotad fågel i familjen hackspettar som förekommer i Filippinerna.

## Utseende
Rödhuvad sultanspett är en medelstor (28–34 cm) hackspett med guldgul rygg och lysande rött huvud med en mörk fläck på örontäckarna. Hanens huvud är helrött medan honan är fläckad i gult och olivgrönt på hjässan. Alla andra sultanspettar i Filippinerna har röd rygg och fläckstrupig flamspett har en kort och mörk näbb, avsaknad av rött på strupen, vitt ögonbrynsstreck och mustaschstreck samt ett mörkt ögonstreck.

## Utbredning och systematik
Fågeln återfinns i södra Filippinerna, på öarna Balabac, Palawan, Busuanga och Calamian. Tidigare betraktades rödhuvad sultanspett tillsammans med flera andra arter i Sydostasien och på Filippinerna som en enda art, Chrysocolaptes lucidus, då med det svenska trivialnamnet större sultanspett. Vissa gör det fortfarande.

## Status och hot
Rödhuvad sultanspett har en liten världspopulation bestående av uppskattningsvis endast 5 000–7 500 vuxna individer. Den tros också minska i antal till följd av habitatförlust. Internationella naturvårdsunionen IUCN kategoriserar den som nära hotad (NT).